# Chukha
Chukha, también llamado Chhukha o Mebisa, es un pueblo y la capital del distrito homónimo en Bután. En 2005, tenía una población de 2855, mientras que en 2017 contaba con 1842 habitantes.

## Geografía

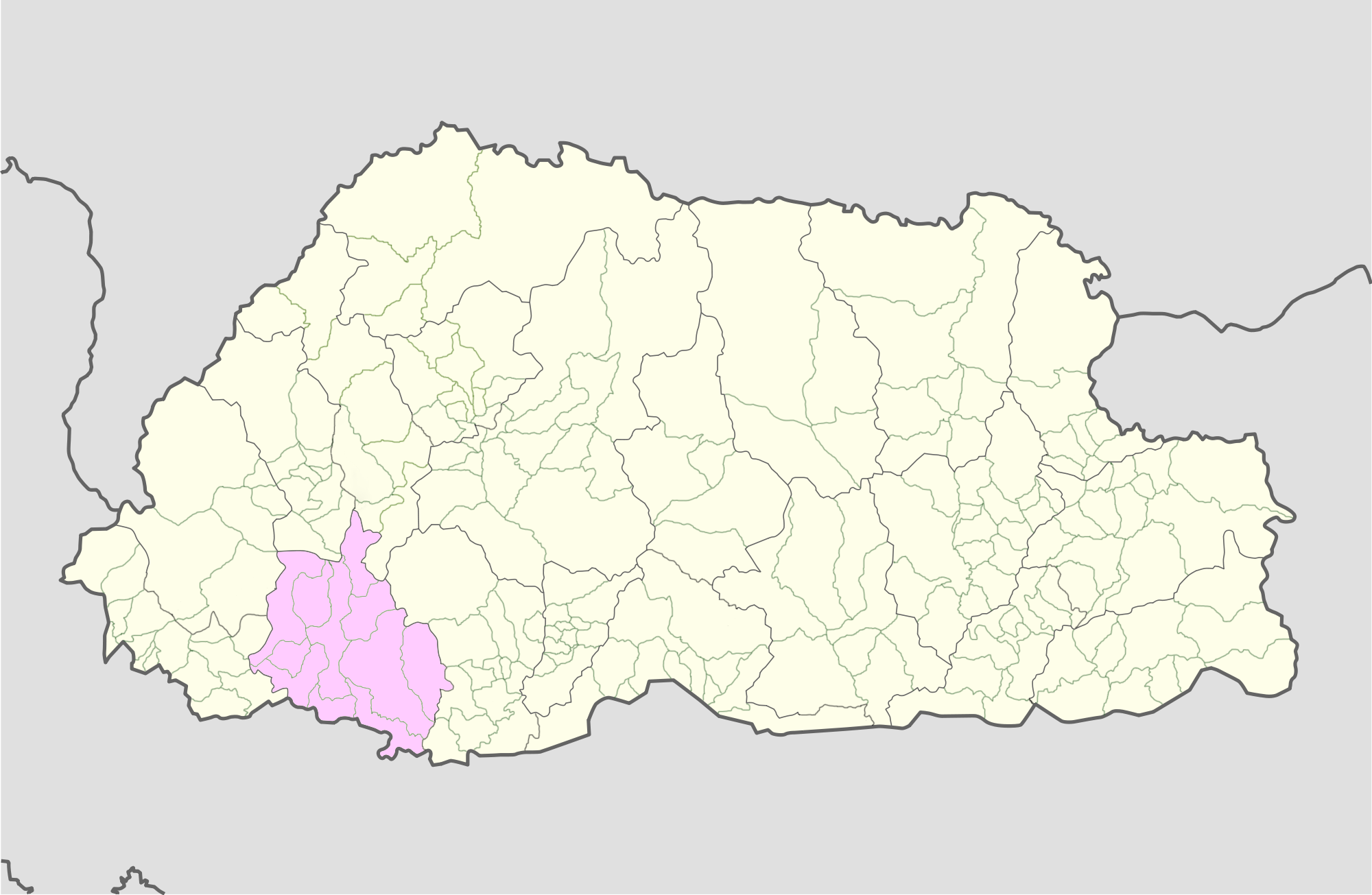
Ubicación del distrito de Chukha en Bután

Chukha se encuentra al sur del país, en el gewog (bloque de municipios) de Bjabcho. Su altitud media es de 2245 metros, por lo que no cuenta con el clima subtropical típico de ciudades del sur del distrito, como Phuntsholing. Se encuentra a orillas del río Wang Chhu, uno de los más destacados de Bután.

## Economía
Una actividad económica relevante de la zona se basa en la energía. Entre 1986 y 1988, el proyecto comisionado por el gobierno de Bután e India desembocó en la creación de la central hidroeléctrica Chhukha, propiedad de Druk Green Power Corporation Limited. Tiene una producción de 336 MW y utiliza una presa de 40 m de altura para desviar el agua necesaria para la generación de electricidad.

## Cultura

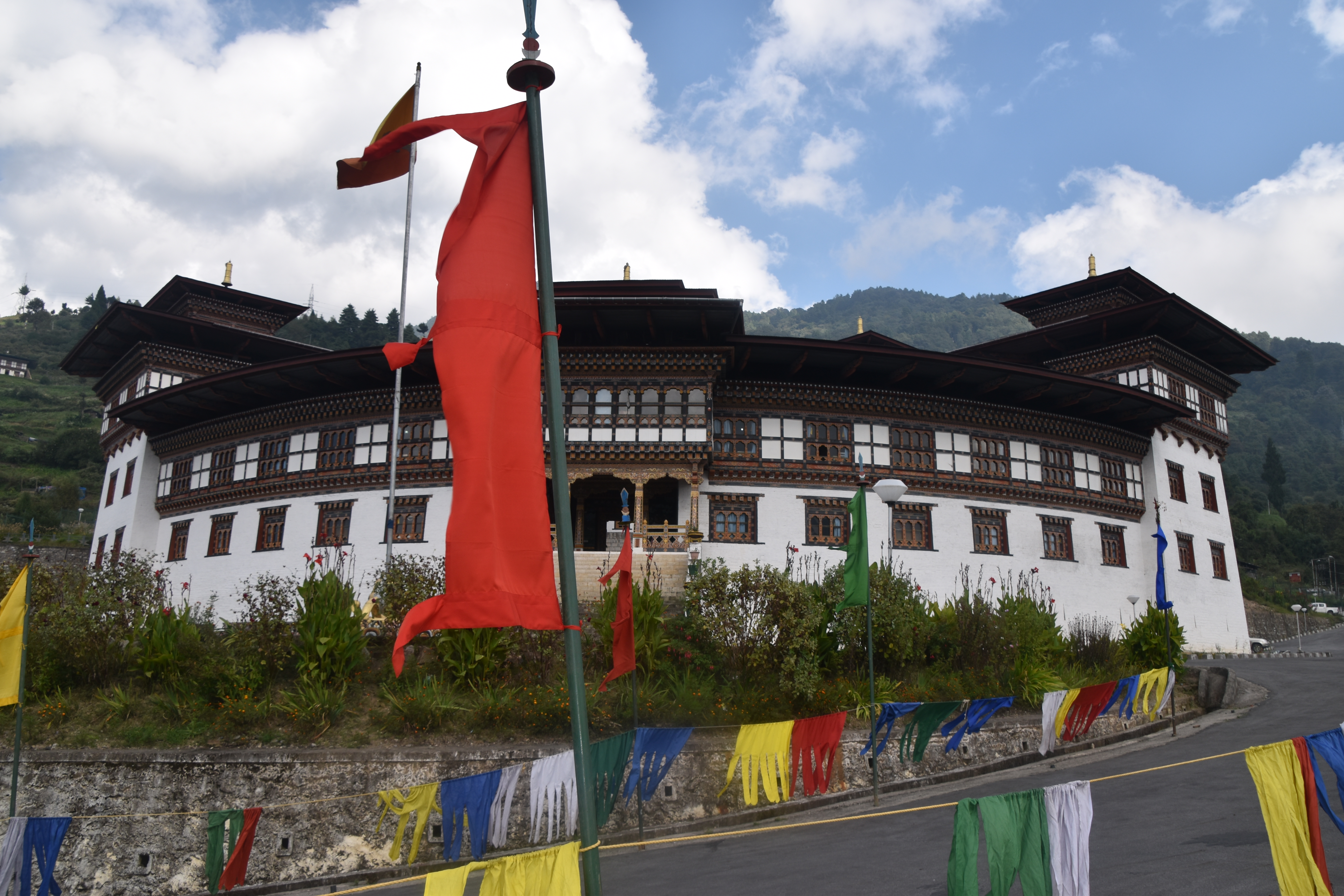
El dzong de Chukha

Estructuras religiosas han sido construidas en este siglo en la región. De este modo, el dzong de Chukha es el más nuevo de Bután. Las obras para la construcción de la fortaleza comenzaron en 2002 y se esperaba que estuvieran terminadas en marzo de 2006, pero en enero de 2004 se detuvo porque el gobierno descubrió que el área era inestable. Sin embargo, las obras se reanudaron en abril de 2006, acabándose finalmente en 2012. También destaca el Zangdo Pelri de Chukha, cuya construcción comenzó en el 2000 y que fue inaugurado en 2004.